# Igor Oprea
Igor Oprea (n. 5 octombrie 1969, în Chișinău) este un antrenor de fotbal, manager sportiv și fost fotbalist din Republica Moldova, care în prezent îndeplinește funcția de director sportiv la clubul Zimbru Chișinău.

## Biografie
Igor Oprea s-a născut pe 5 octombrie 1969, în Chișinău, RSS Moldovenească, Uniunea Sovietică. A început să practice fotbalul de la vârsta de 8 ani. Este discipol al școlii Republicane de fotbal din Chișinău, sub egida antrenorului Vladimir Blagodarov. Primul său antrenor a fost Serghei Repeduș.
Între 1984-1987 a studiat la Tehnicumul Republican de Educație Fizică și Sport, iar din 1987 până în 2001 a studiat la Institutul Pedagogic de Stat "I. Creangă", facultatea de educație fizică, specializarea fotbal. Ulterior a devenit masterand la Universitatea de Stat de Educație Fizică și Sport (USEFS) din Chișinău, specializarea Managementul Sportului Civil. Este posesor al licenței "A" UEFA.
Igor Oprea este căsătorit cu Dorina și împreună au un fiu, Igor (n. 1992).

## Cariera de jucător
Igor Oprea și-a petrecut cea mai mare parte din cariera sa jucând pentru FC Zimbru Chișinău, cu care a câștigat de 4 ori campionatul Moldovei și o dată Cupa Moldovei. De asemenea o bună parte din carieră a petrecut la Tiligul Tiraspol, cu care a câștigat 3 Cupe ale Moldovei și a devenit de 4 ori vicecampion al Moldovei. Atât la Zimbru, cât și la Tiligul Oprea a jucat în câte peste 100 de meciuri.
Igor Oprea a jucat 44 de meciuri pentru echipa națională de fotbal a Moldovei între anii 1992–2001, marcând 4 goluri, dintre care 3 au fost în meciuri oficiale. El este autorul primului gol al naționalei Moldovei în meciuri oficiale, marcând în poarta Georgiei într-un meci din preliminariile Campionatului European de Fotbal 1996. Acesta a fost golul victorios și unicul gol al meciului jucat pe 7 septembrie 1994, la Tbilisi, pe Stadionul Boris Paiciadze, în fața a 40.000 de spectatori.

## Cariera de antrenor
După încheierea carierei de fotbalist, Igor Oprea a devenit antrenor și timp de un a pregătit echipa Zimbru 2 Chișinău, care la acel moment evolua în Divizia „A”. Între 2004-2005 a fost antrenor principal la FC Rapid Ghidighici, iar apoi a lucrat cu echipele naționale de tineret ale Moldovei, fiind antrenor secund la naționala Under-21 între 2005-2007 și simultan antrenor principal la naționala Under-19 între 2006-2007. Între anii 2009 - 2010 el a condus clubul Milsami Orhei, după care a devenit director general la Zimbru Chișinău.

## Palmares
Tiligul Tiraspol
- Divizia Națională

Vicecampion (4): 1992, 1992/93, 1993/94, 1994/95
- Cupa Moldovei (3): 1993, 1994, 1995

Finalist (2): 1992, 1995/96
Zimbru Chișinau
- Divizia Națională (4): 1995/96, 1997/98, 1998/99, 1999/2000

Vicecampion (3): 1996/97, 2000/01, 2002/03
Locul 3: 2000
- Cupa Moldovei (3): 1996/97, 1997/98, 2003/04

Finalist (1): 2000
- Cupa CSI

Finalist (1): 2000
Cernormoreț
- Premier Liga

Vicecampion (1): 2001/02

## Goluri internaționale
| Goluri internaționale marcate de Igor Oprea | Goluri internaționale marcate de Igor Oprea | Goluri internaționale marcate de Igor Oprea | Goluri internaționale marcate de Igor Oprea | Goluri internaționale marcate de Igor Oprea | Goluri internaționale marcate de Igor Oprea | Goluri internaționale marcate de Igor Oprea          |
| #                                           | Data                                        | Locația                                     | Adversar                                    | Scor                                        | Rezultat                                    | Competiție                                           |
| ------------------------------------------- | ------------------------------------------- | ------------------------------------------- | ------------------------------------------- | ------------------------------------------- | ------------------------------------------- | ---------------------------------------------------- |
| 1                                           | 20 august 1992                              | Amman, Iordania                             | Sudan                                       | 1–2                                         | 1–2                                         | Turneu amical                                        |
| 2                                           | 7 septembrie 1994                           | Tbilisi, Georgia                            | Georgia                                     | 0–1                                         | 0–1                                         | Preliminariile Campionatului European de Fotbal 1996 |
| 3                                           | 5 septembrie 1998                           | Helsinki, Finlanda                          | Finlanda                                    | 1–1                                         | 3–2                                         | Preliminariile Campionatului European de Fotbal 2000 |
| 4                                           | 5 septembrie 1998                           | Helsinki, Finlanda                          | Finlanda                                    | 1–2                                         | 3–2                                         | Preliminariile Campionatului European de Fotbal 2000 |